# Агиос Пантелеймонас (дем Неа Пропонтида)
Агиос Пантелеймонас или Вромосиртис (на гръцки: Άγιος Παντελεήμονας, Агиос Пантелеймонас, катаревуса: Άγιος Παντελεήμων, Агиос Пантелеймон, до 1950 година Βρωμοσύρτης, Вромосиртис) е село в Егейска Македония, Гърция, в дем Неа Пропонтида, административна област Централна Македония. Според преброяването от 2001 година Агиос Пантелеймонас има 442 жители.

## География
Агиос Пантелеймонас е разположено в западната част на Халкидическия полуостров, на 5 километра североизточно от град Неа Триглия.

## История
| Име        | Име         | Ново име | Ново име | Описание                                |
| ---------- | ----------- | -------- | -------- | --------------------------------------- |
| Карасулаки | Καρασουλάκι | Рахони   | Ραχώνι   | възвишение на ЮЗ от Агиос Пантелеймонас |